# Деде Баррі
Деде Баррі (англ. Dede Barry, 8 жовтня 1972) — американська велогонщиця.
Срібна призерка Олімпійських Ігор 2004 року в роздільній гонці.
Срібна призерка Чемпіонату світу з велоперегонів на шосе 1993 року в роздільній командній гонці, бронзова призерка 1994 року в роздільній командній гонці.